# Gulfstream V
Gulfstream V (G-V ili GV) je poslovni mlažnjak kojeg je proizvodila američka tvrtka Gulfstream Aerospace. Avion u američkim oružanim snagama nosi oznaku C-37A. Trenutno se proizvode naprednije inačice G500 i G550. Model Gulfstream G550 je prije bio poznat kao Gulfstream V SP (G-V SP).

## Dizajn i razvoj
Gulfstream V je prvi puta poletio 28. studenog 1995. a certificiran je nakon dvije godine. Bio je jedan od prvih poslovnih mlažnjaka ultra velikog doleta (jedanaest tisuća km odnosno oko šest tisuća nautičkih milja). Može prevoziti 16 putnika u standardnoj konfiguraciji sjedala a ukupno je proizveden 191 zrakoplov.

### C-37A
Zrakoplov se koristi u svim granama američkih oružanih snaga odnosno u kopnenoj vojsci, zračnim snagama, ratnoj mornarici, marinskom korpusu i obalnoj straži. Ondje Gulfstream V nosi oznaku C-37A. Budući da se radi o vojnim inačicama, bolje su opremljenije od civilnih modela. Oba modela koriste iste Rolls-Royceove motore dok je vojna inačica po dimenzijama nešto veća.

## Korisnici

### Vojni korisnici
- Alžir: alžirske zračne snage koriste jedan zrakoplov za potrebe VIP transporta.[4]
- Grčka: grčke zračne snage koriste jedan zrakoplov za potrebe VIP transporta.[5]
- Izrael: izraelskom Ministarstvu obrane je u lipnju 2005. dostavljen modificirani Gulfstream G-V za potrebe specijalnih elektroničkih misija.[6]
- Japan: japanska obalna straža koristi dva aviona. Prvi je dostavljen 17. siječnja 2005.[7] a drugi sredinom iste godine. Zrakoplovi služe za potrebe nadzora te potrage i spašavanja.
- Kuvajt: zemlja koristi jedan Gulfstream V koji je u službi prijevoza kuvajtske kraljevske obitelji.[8]
- Saudijska Arabija: Kraljevske saudijske zračne snage koriste jedan zrakoplov za potrebe medicinskog transporta.[9]
- SAD: oružane snage SAD-a i to:
  - američka kopnena vojska: u službi su tri zrakoplova za potrebe VIP transporta[10]
  - američke zračne snage: u službi je jedanaest zrakoplova za potrebe VIP transporta dok je jedan dodatno naručen[10][11]
  - američka ratna mornarica: C-37A se koristi četiri aviona za potrebe VIP transporta visokih časnika ratne mornarice.[10][12]
  - američki marinski korpus
  - američka obalna straža: u službi je jedan Gulfstream C-37A za potrebe VIP transporta visokih časnika obalne straže i domovinske sigurnosti.[13]

### Civilni korisnici
- Mark Cuban platio je svoj Gulfstream V 40 milijuna dolara u listopadu 1999. To je ujedno bila i najveća pojedinačna internet transakcija koja je kasnije ušla u Guinnessovu knjigu rekorda.[14][15]
- Michael Dell[16]
- Steve Jobs dobio je od Applea jedan ovakav zrakoplov 2000. godine kao oblik kompenzacije.[17]

## Tehničke karakteristike (Gulfstream V)
Izvori podataka: 
Osnovne karakteristike
- posada: 4
- kapacitet: 15 - 19 putnika
- dužina: 29,4 m
- raspon krila: 28,5 m
- površina krila: 105,6 m2
- visina: 7,87 m

Letne karakteristike
- najveća brzina: 930 km/h
- ekonomska brzina: 851 km/h
- dolet: 10.742 km
- najveća visina leta: 15.545 m
- motor: 2× BMW Rolls-Royce BR-710